# Geukjeog-in harutbam
Geukjeog-in harutbam (극적인 하룻밤?), noto anche con i titoli internazionali Love Guide for Dumpees e A Dramatic Night, è un film del 2015 scritto e diretto da Ha Ki-ho.

## Trama
Jung-hoon e Si-hoo si incontrano al matrimonio dei loro rispettivi ex; scossi dall'evento, la notte stessa finiscono per avere un rapporto. Decidono così di incontrarsi altre nove volte, con l'unico scopo di fare sesso: alla decima volta, ognuno sarebbe andato avanti con la propria vita; i due iniziano tuttavia a sentirsi reciprocamente attratti.